# António Pinto
António Coelho Pinto (nacido el 22 de marzo de 1966 en Vila Garcia, Amarante) fue un atleta portugués especializado en carreras de fondo.
Pinto ganó el Maratón de Londres en 1992, 1997 y 2000, así como la final de 10.000 metros en los Campeonatos europeos de atletismo de 1998 en Budapest, Hungría. Su mejor marca en el maratón es 2:06:36 conseguido en la Maratón de Londres del año 2000 y que desde entonces es el record europeo de la distancia. Posteriormente, el 6 de abril de 2003 el francés Benoît Zwierzchiewski igualó su marca en París.
Compitió en cuatro Juegos Olímpicos consecutivos desde 1988 hasta 2000 obteniendo en la prueba de Maratón el 14.º puesto en los Juegos Olímpicos de Atlanta 1996 y el 11.º puesto en los Juegos Olímpicos de Sídney 2000.
En los Campeonatos de Europa de 1994 en Helsinki terminó en 9.º lugar la prueba de Maratón.
También ganó la Medio Maratón de Lisboa en 1998.
En la prueba de 10.000 metros compitió en los Juegos Olímpicos de Seúl 1988 consiguiendo el 13.º puesto, y en dos Mundiales, en Gotemburgo 1995 terminando 19.º y en Sevilla 1999 consiguiendo el 5.º puesto.